# Кузьминское (сельское поселение Сиземское)
Кузьминское — деревня в Шекснинском районе Вологодской области России. Входит в состав сельского поселения Сиземского, с точки зрения административно-территориального деления — в Сиземский сельсовет.

## География

### Географическое положение
Расстояние до районного центра Шексны по автодороге — 35,4 км, до центра муниципального образования Чаромского по прямой — 13 км. Ближайшие населённые пункты — Павловское, Сыромяткино, Еремино, Соловарка, Артемьево, Телибаново.

## Население
| 2010 |
| ---- |
| 10   |

### Гендерный и национальный состав
По переписи 2002 года население — 22 человека (10 мужчин, 12 женщин). Всё население — русские.

## Инфраструктура
Личное подсобное хозяйство.

## Транспорт
Проходит дорога местного значения.